# Урочище «Ситенське»
Уро́чище «Си́тенське» — ботанічний заказник місцевого значення в Україні. Розташований у межах  Дубенського району Рівненської області, на північний захід від села Заміщина. 
Площа 67 га. Створений рішенням Рівненського облвиконкому №343 від 22.11.1983 року. Перебуває у віданні Крупецької сільської ради (на землях запасу). 
Заказник створений для охорони болотного масиву у заплаві річки Ситенька, де наявна рідкісна болотна та лугова рослинність. Тут виявлена велика популяція коручки чемерникоподібна. 
Урочище розташоване в межах Кременецько-Лубенської акумулятивної рівнини Малого Полісся. Територія характеризується відмітками від 220 до 205 м. у долині річки. У його межах поширені сучасні болотні та алювіальні відклади, які представлені торфом, пісками, супісками та суглинками. Основну частину урочища займають болота, площа яких 66 га. 